# NGC 4542
NGC 4542 је спирална галаксија у сазвежђу Ловачки пси која се налази на NGC листи објеката дубоког неба.
Деклинација објекта је + 50° 48' 20" а ректасцензија 12h 34m 49,1s. Привидна величина (магнитуда) објекта NGC 4542 износи 14,4 а фотографска магнитуда 15,3. NGC 4542 је још познат и под ознакама NGC 4537, UGC 7746, MCG 9-21-21, CGCG 270-11, PGC 41864.